# Альбі (провінція Катандзаро)
Альбі (італ. Albi, сиц. Arvi) — муніципалітет в Італії, у регіоні Калабрія,  провінція Катандзаро.
Альбі розміщене на відстані близько 480 км на південний схід від Риму, 13 км на північ від Катандзаро.
Населення — 957 осіб (2014).
Щорічний фестиваль відбувається 10 вересня. Покровитель — Микола Толентінський (San Nicola da Tolentino).

## Демографія
Населення за роками:

Станом на 1 січня 2023 року в муніципалітеті офіційно проживало 9 іноземців з 4 країн, серед них 7 громадян країн Євросоюзу.

## Сусідні муніципалітети
- Фоссато-Серральта
- Маджизано
- Пентоне
- Селлія
- Таверна
- Цагаризе